# Геркулес у Нью-Йорку
Геркулес в Нью-Йорку (англ. Hercules in New York) — пригодницький фільм, знаний як перший ігровий фільм, де знявся Арнольд Шварценеггер. Вихід в прокат відбувся 25 лютого 1970 року.

## Сюжет
Фільм починається на Олімпі з того, що син Зевса Геракл лає свого батька за те, що той не дозволяє йому покинути обитель богів, щоб вирушити до світу смертних. В остаточному підсумку Зевс втомлюється від сина і ударом блискавки скидає його з Олімпу, надаючи Гераклові то, чого він хотів.
Після деяких дивних пригод в повітрі і в морі Геракл прибуває в Нью-Йорк, де відбуваються зустрічі з містянами, які розцінюють його як фізично перевершену, але соціально непристосовану людину, призводять до численних комічних ситуацій. Головний герой зустрічає худого маленького хлопця, якого звуть Претці (Арнольд Станг). Геркулес стає успішним професійним борцем.
Зевс, спостерігаючи за Гераклом з висоти Олімпу, дратується витівками сина, які, як йому здається, роблять богів посміховиськом, і звертається до Немезиди, щоб зупинити Геракла. Після невдалої спроби Меркурія привести додому Геракла Зевс наказує, щоб Немезида простежила за відправкою Геркулеса в пекельні області, що знаходяться при владі Плутона. Однак Юнона, незмінно ревнива мачуха героя, будує власні плани щодо норовливого сина Зевса. У завершальній апокаліптичній битві Геракл врятований дивним прибуттям Атласа і Самсона, біблійного героя.

## У ролях
- Арнольд Шварценеггер — Геркулес
- Арнольд Станг — Претці
- Дебора Луміс — Хелен Кемден
- Джеймс Карен — професор Кемден
- Ернест Грейвс — Зевс
- Танні МакДональд — Юнона
- Тайна Елг — Немезіда
- Майкл Ліптон — Плутон
- Гарольд Берштейн — Род Нельсон
- Денніс Тінеріно — Атлас

## Цікаві факти
- Творці фільму порахували прізвище Арнольда занадто складним, і в титрах він з'явився під псевдонімом «Арнольд Стронг» ( «Арнольд Сильний»).
- Спочатку через сильний австрійський акцент герой Шварценеггера був переозвучений. Згодом, коли актор досяг великої популярності, вийшла оригінальна версія звукової доріжки.
- При організації знімального процесу картини Джо Вейдер, відомий всім «Тренер Чемпіонів», порекомендував творцям картини молодого Арнольда Шварценеггера. На їх питання, чи є у нього досвід акторської гри, Джо обдурив творців, сказавши, що він шекспірівський актор, і що Арнольд блискуче зіграв Гамлета в Лондоні. Таким чином Шварценеггер отримав першу роль в кіно.